# Leichtathletik-Weltmeisterschaften 2013/Teilnehmer (Brasilien)
| Gelbes Symbol für Goldmedaillen mit stilisierten Olympischen Ringen | Graues Symbol für Silbermedaillen mit stilisierten Olympischen Ringen | Braundes Symbol für Bronzemedaillen mit stilisierten Olympischen Ringen |
| ------------------------------------------------------------------- | --------------------------------------------------------------------- | ----------------------------------------------------------------------- |
| —                                                                   | —                                                                     | —                                                                       |

Der Leichtathletik-Verband Brasiliens stellte zwölf Teilnehmerinnen und 20 Teilnehmer bei den Leichtathletik-Weltmeisterschaften 2013 in der russischen Hauptstadt Moskau.

## Ergebnisse

### Männer

#### Laufdisziplinen
| Athlet                                                                 | Disziplin    | Vorlauf        | Vorlauf | Halbfinale         | Halbfinale         | Finale             | Finale             |
| Athlet                                                                 | Disziplin    | Zeit           | Platz   | Zeit               | Platz              | Zeit               | Platz              |
| ---------------------------------------------------------------------- | ------------ | -------------- | ------- | ------------------ | ------------------ | ------------------ | ------------------ |
| Aldemir da Silva Júnior                                                | 200 m        | 20,73 s        | 26      | nicht qualifiziert | nicht qualifiziert | nicht qualifiziert | nicht qualifiziert |
| Bruno de Barros                                                        | 200 m        | 20,60 s        | 19      | nicht qualifiziert | nicht qualifiziert | nicht qualifiziert | nicht qualifiziert |
| Anderson Henriques                                                     | 400 m        | 45,13 s PB     | 4       | 44,95 s PB         | 8                  | 45,03 s            | 8                  |
| Kleberson Davide                                                       | 800 m        | 1:48,28 min    | 35      | nicht qualifiziert | nicht qualifiziert | nicht qualifiziert | nicht qualifiziert |
| Mahau Suguimati                                                        | 400 m Hürden | 50,00 s        | 22      | 50,27 s            | 20                 | nicht qualifiziert | nicht qualifiziert |
| Solonei da Silva                                                       | Marathon     |                |         |                    |                    | 2:11:40 h SB       | 6                  |
| Paulo Roberto Paula                                                    | Marathon     |                |         |                    |                    | 2:11:40 h SB       | 7                  |
| Caio Bonfim                                                            | 20 km Gehen  |                |         |                    |                    | DSQ                | DSQ                |
| Mário dos Santos                                                       | 50 km Gehen  |                |         |                    |                    | 4:06:12 h SB       | 43                 |
| Pedro Luiz de Oliveira Wagner Cardoso Anderson Henriques Hugo de Sousa | 4 × 400      | 3:01,09 min SB | 6       |                    |                    | 3:02,19 min        | 7                  |

#### Sprung/Wurf
| Athlet                  | Disziplin      | Qualifikation | Qualifikation | Finale             | Finale             |
| Athlet                  | Disziplin      | Weite/Höhe    | Platz         | Weite/Höhe         | Platz              |
| ----------------------- | -------------- | ------------- | ------------- | ------------------ | ------------------ |
| Mauro Vinícius da Silva | Weitsprung     | 7,92 m        | 11            | 8,24 m             | 5                  |
| Jefferson Sabino        | Dreisprung     | 16,49 m       | 16            | nicht qualifiziert | nicht qualifiziert |
| Thiago Braz da Silva    | Stabhochsprung | 5,40 m        | 14            | nicht qualifiziert | nicht qualifiziert |
| Augusto Dutra           | Stabhochsprung | 5,55 m        | 6             | 5,65 m             | 11                 |
| João Gabriel Sousa      | Stabhochsprung | 5,25 m        | 29            | nicht qualifiziert | nicht qualifiziert |
| João Gabriel Sousa      | Diskuswurf     | 59,36 m       | 22            | nicht qualifiziert | nicht qualifiziert |

#### Zehnkampf
| Athlet        | Disziplin | 100 m   | Weit- sprung | Kugel- stoßen | Hoch- sprung | 400 m   | 110 m Hürden | Diskus- wurf | Stabhoch- sprung | Speer- wurf | 1500 m      | Punkte | Platz |
| ------------- | --------- | ------- | ------------ | ------------- | ------------ | ------- | ------------ | ------------ | ---------------- | ----------- | ----------- | ------ | ----- |
| Carlos Chinin | Ergebnis  | 10,78 s | 7,54 m       | 14,49 m       | 1,96 m       | 48,80 s | 14,05 s      | 45,84 m      | 5,10 m           | 59,98 m     | 4:36,01 min | 8388   | 6     |
| Carlos Chinin | Punkte    | 910     | 945          | 758           | 767          | 871     | 968          | 784          | 941              | 738         | 706         | 8388   | 6     |

### Frauen

#### Laufdisziplinen
| Athletin                                                                            | Disziplin | Vorlauf | Vorlauf | Halbfinale         | Halbfinale         | Finale             | Finale             |
| Athletin                                                                            | Disziplin | Zeit    | Platz   | Zeit               | Platz              | Zeit               | Platz              |
| ----------------------------------------------------------------------------------- | --------- | ------- | ------- | ------------------ | ------------------ | ------------------ | ------------------ |
| Franciela Krasucki                                                                  | 100 m     | 11,17 s | 9       | 11,34 s            | 15                 | nicht qualifiziert | nicht qualifiziert |
| Ana Cláudia Silva                                                                   | 100 m     | 11,08 s | 4       | 11,25 s            | 11                 | nicht qualifiziert | nicht qualifiziert |
| Franciela Krasucki                                                                  | 200 m     | 23,20 s | 24      | nicht qualifiziert | nicht qualifiziert | nicht qualifiziert | nicht qualifiziert |
| Ana Cláudia Silva                                                                   | 200 m     | 23,31 s | 30      | nicht qualifiziert | nicht qualifiziert | nicht qualifiziert | nicht qualifiziert |
| Joelma Sousa                                                                        | 400 m     | 53,01 s | 29      | nicht qualifiziert | nicht qualifiziert | nicht qualifiziert | nicht qualifiziert |
| Evelyn dos Santos Ana Cláudia Silva Franciela Krasucki Vanda Gomes Rosângela Santos | 4 × 100   | 42,29 s | 4       |                    |                    | DNF                | DNF                |

#### Sprung/Wurf
| Athletin            | Disziplin      | Qualifikation | Qualifikation | Finale             | Finale             |
| Athletin            | Disziplin      | Weite/Höhe    | Platz         | Weite/Höhe         | Platz              |
| ------------------- | -------------- | ------------- | ------------- | ------------------ | ------------------ |
| Keila Costa         | Dreisprung     | 13,82 m       | 13            | nicht qualifiziert | nicht qualifiziert |
| Karla Rosa da Silva | Stabhochsprung | 4,30 m        | 19            | nicht qualifiziert | nicht qualifiziert |
| Fabiana Murer       | Stabhochsprung | 4,55 m        | 9             | 4,65 m             | 5                  |
| Geisa Arcanjo       | Kugelstoßen    | 17,55 m       | 18            | nicht qualifiziert | nicht qualifiziert |
| Fernanda Martins    | Diskuswurf     | NM            | NM            | –––                | –––                |
| Jucilene de Lima    | Speerwurf      | 55,18 m       | 26            | nicht qualifiziert | nicht qualifiziert |